# Giuseppe Pellandi
Giuseppe Pellandi (Venezia, 1730 – Venezia, 1804) è stato un attore teatrale italiano.

## Biografia
Pellandi si dimostrò un interprete vivido d'Arlecchino, e dopo varie stagioni brillanti assunse il ruolo di capocomico nel 1784, abbandonando la compagnia di Girolamo Medebach.
Fondò una sua compagnia teatrale, diretta da lui stesso, e si trasferì nel teatro Sant'Angelo e si circondò sempre di ottimi artisti.
Dal 1795 brillò nella sua compagnia la primattrice Anna Fiorilli, che diventerà celebre per la sua recitazione nella Mirra di Vittorio Alfieri.
Pellandi non risultò famoso solamente per le interpretazioni di Arlecchino, ma si dimostrò un importante caratterista in grado di esibirsi in un vasto e ampio repertorio, che andava dalle opere di Carlo Goldoni, di Alfieri e di Carlo Gozzi, alle traduzioni di opere della letteratura francese.
Suo figlio Antonio si distinse anche lui come attore e sposò la Fiorilli.